# Eleccions legislatives franceses de 1956
Les eleccions legislatives franceses de la tercera legislatura de la Quarta República se celebraren el 2 de gener de 1956, enmig de la crisi provocada després de la derrota en la batalla de Dien Bien Phu i l'inici del conflicte per la independència d'Algèria. S'eligiren 595 escons.
|  | Centre National des Indépendants et Paysans                      | CNIP    | 3,259,782  | 14.99 | 95  |
|  | Mouvement Républicain Populaire                                  | MRP     | 2,366,321  | 10.88 | 83  |
|  | Rassemblement des Gauches Républicaines                          | RGR     | 838,321    | 3.85  | 14  |
|  | Centre National des Républicains Sociaux                         | CNRS    | 585,764    | 2.69  | 22  |
|  | Total "Centredreta"                                              |         | 7,050,188  | 32.41 | 214 |
|  | Secció Francesa de la Internacional Obrera                       | SFIO    | 3,247,431  | 14.93 | 95  |
|  | Partit Radical i Unió democràtica i socialista de la Resistència | PR/UDSR | 2,389,163  | 10.99 | 77  |
|  | Centre Nacional dels Republicans Socials                         | CNRS    | 25,587     | 1.18  | 0   |
|  | Total "Front Republicà"                                          |         | 5,893,181  | 27.10 | 172 |
|  | Partit Comunista Francès                                         | PCF     | 5,514,403  | 25.36 | 150 |
|  | Union et fraternité française                                    | UFF     | 2,744,562  | 12.62 | 52  |
|  | Diversos                                                         |         | 98,600     | 0.00  | 7   |
|  | Total                                                            |         | 21,300,934 | 100   | 595 |
|  | Abstenció: 17,2%                                                 |         |            |       |     |